# 勒尚德拉皮埃尔
勒尚德拉皮埃尔（法語：Le Champ-de-la-Pierre，法語發音：[lə ʃɑ̃ də la pjɛʁ] ⓘ）是法国奥恩省的一个市镇，属于阿朗松区。

## 地理
勒尚德拉皮埃尔（48°36'31"N, 0°12'19"W）面积4.05 平方千米，位于法国诺曼底大区奧恩省，该省份为法国西北部内陆省份，北起顺时针与卡爾瓦多斯省、厄尔省、厄尔-卢瓦省、萨尔特省、马耶讷省和芒什省接壤。
与勒尚德拉皮埃尔接壤的市镇（或旧市镇、城区）包括：拉讷、茹埃迪布瓦、圣马丹莱吉永。

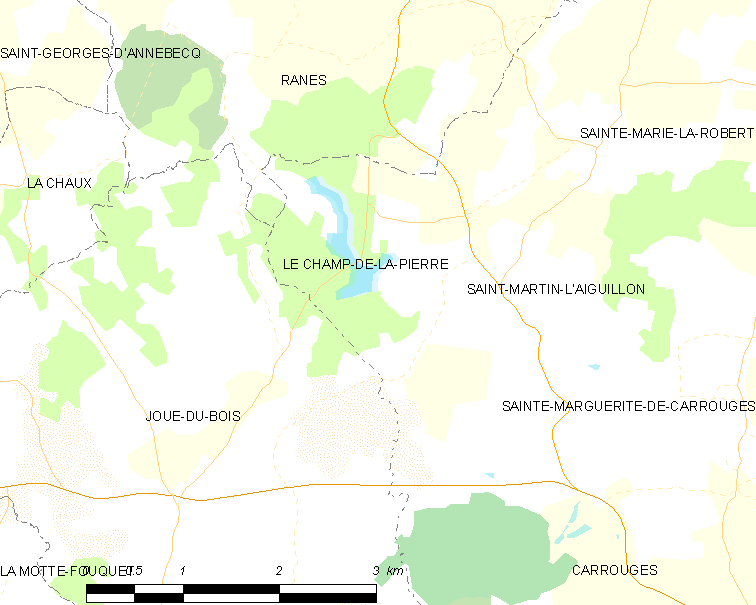
勒尚德拉皮埃尔的OSM定位图

勒尚德拉皮埃尔的时区为UTC+01:00、UTC+02:00（夏令时）。

## 行政
勒尚德拉皮埃尔的邮政编码为61320，INSEE市镇编码为61085。

## 政治
勒尚德拉皮埃尔所属的省级选区为马尼勒代塞尔县。

## 人口

1962-2008年间勒尚德拉皮埃尔人口变化图示

勒尚德拉皮埃尔于2022年1月1日时的人口数量为29人。